# Providence Equity Partners
Providence Equity Partners (Providence) — американская инвестиционная компания, занимающаяся частными капиталовложениями в области медиа, коммуникаций, образования и информационных технологий. Фирма специализируется на таких транзакциях, как финансируемый выкуп и рост капитала, и инвестировала в более чем 140 компаний во всём мире с момента создания в 1989.
Фирма управляет капиталом размером более $45 млрд, что делает её крупным глобальным игроком в индустрии частных инвестиций. Фирма также инвестирует в кредиты через компанию Capital Markets Group, Inc. и филиал Benefit Street Partners (последнюю часто называют «рукой кредитного инвестирования» (от англ.: credit investment arm) Providence Equity Partners). Benefit Street Partners поднял $1.75 млрд инвестиций в своей 3-й по счёту кампании на рынке прямого кредитования, проводившейся в 2013-2014 гг. Providence Equity Partners были одним из пионеров секторального подхода в частном инвестировании. 6-й фонд фирмы, Providence Equity Partners VI, закрылся на сумме $12 млрд в 2007, став крупнейшим в истории секторальным фондом прямых инвестиций.
Providence Equity Partners имеет штаб-квартиру в городе Провиденс, штат Род-Айленд, а также 5 дополнительных офисов в Нью-Йорке, Лондоне, Гонконге, Пекине и Нью-Дели.

## Крупнейшие инвестиции
Инвестирование от Providence получали AutoTrader.com Group, Blackboard Inc., eircom, Hulu, Kabel Deutschland, MLS Media, NEW Asurion, Newport Television, Univision, VoiceStream (ныне T-Mobile US), Warner Music Group, Western Wireless, и World Triathlon Corporation (Ironman), YES Network,  ZeniMax Media и TopGolf.
С 2010, значительные инвестиции были сделаны организациям: RentPath, Ambassador Theatre Group, Miller Heiman, Learfield Communications, The Chernin Group, GLM, UFO Moviez, Study Group, и Abacus Data Systems. Бизнесы, из которых Providence вышел, продав акции или с помощью проведения IPO включают iQivi, Hulu, YES Network, Decision Recourses, MobileServ (Phones 4U), Bresnan Communications, Kabel Deutschland.
В сентябре 2012, Providence продал миноритарный пакет своих акций (менее 10%) персионной системе Флориды и государственному инвестиционному фонду.
В марте 2013, Providence и National Football League сформировали глобальное партнёрство, чтобы инвестировать в спорт и  активы связанные со сферой развлечений.

## Старшие советники
Среди старших советников, которые работают с данной фирмой по вопросам новых инвестиционных возможностей, а также некоторым существующим инвестициям фирмы, есть такие лица, как:
- Тони Болл[англ.]
- Питер Чернин
- Ричард Парсонс